# Автомагістраль A9 (Литва)
Автомагістраль A9 — шосе в Литві яке пролягає від Паневежиса через Радвілішкіс до Шяуляй. Протяжність дороги 78,94 км. Обмеження швидкості на більшій частині дороги становить 90 км/год. Цей маршрут є частиною міжнародної мережі доріг E (частина європейського маршруту E272).
Ділянка дороги між Радвілішкісом і Шяуляєм є сучасною швидкісною магістраллю з обмеженим доступом і 120 обмеження швидкості км/год. Є також віддалені плани будівництва швидкісної дороги до Шедуви в обхід Радвілішкіса.

## Дивись також
- Транспорт Литви